# Rio Deşag
O Rio Deşag é um rio da Romênia, afluente do Târnava Mare, localizado no distrito de Harghita.